# Liste der Herrscher des Königreichs Gera
Dies ist eine Liste der Herrscher des Königreichs Gera in der Region Gibe in Äthiopien. Zum Teil ist nur der Pferdename in Klammern angegeben. Moti ist ein Herrschertitel der Oromo.
| Amtszeit            | Name                      | Anmerkungen                          |
| ------------------- | ------------------------- | ------------------------------------ |
| (halb-legendär)     | Abba Sirba, Moti          | (Borana)                             |
| (halb-legendär)     | Raia, Moti                |                                      |
| (halb-legendär)     | Macha, Moti               | (Borana)                             |
| (halb-legendär)     | Akako, Moti               | (Borana)                             |
| (halb-legendär)     | Jimma, Moti               | (Borana)                             |
| (halb-legendär)     | Abo, Moti                 | (Borana)                             |
| (halb-legendär)     | Saiyo, Moti               | (Borana)                             |
| (halb-legendär)     | Bobo, Moti                | (? Bareituma)                        |
| getötet ca. 1840    | Tulu Ganje, Moti          | getötet durch Oncho, König von Gumma |
| ca. 1840            | ..., Moti (Abba Baso)     |                                      |
| ca. 1845 – ca. 1860 | ..., Moti (Abba Rago I)   | regierte 15 Jahre                    |
| ca. 1860–1870       | ..., Moti (Abba Magal)    |                                      |
| ca. 1870            | ..., Moti (Abba Rago II.) |                                      |
| ca. 1880            | Genne Fa                  | Witwe von Abba Rago II.              |

## Quelle
- Charles F. Beckingham, George W. B. Huntingford (Hrsg.): Some records of Ethiopia 1593–1646. Being extracts from The history of high Ethiopia or Arbassia by Manoel de Almeida. Together with Bahrey's History of the Galla (= Works issued by the Hakluyt Society. Ser. 2, Bd. 107, ISSN 0072-9396). Hakluyt Society, London 1954, S. lxxxiv f.